# The Victors
The Victors és una pel·lícula bèl·lica britànica-estatunidenca en blanc i negre de 1963 escrita, produïda i dirigida per Carl Foreman. La va anomenar una "declaració personal" sobre la inutilitat de la guerra. Tant el vencedor com el vençut són perdedors.
Segueix un grup de soldats estatunidencs a través d'Europa durant la Segona Guerra Mundial, des de la Gran Bretanya el 1942, passant pels combats ferotges a Itàlia i la invasió de Normandia, a la pau incòmoda del Berlín ocupat. Està adaptat d'una col·lecció de contes anomenada The Human Kind de l'autor anglès Alexander Baron, basat en les seves pròpies experiències de guerra. Els personatges britànics es van canviar per americans per tal d'atraure al públic estatunidencs.
The Victors compta amb un repartiment d'estrelles, amb quinze protagonistes estatunidencs i europeus, incloses sis actrius les fotografies de les quals apareixen als pòsters: Melina Merkuri de Grècia, Jeanne Moreau de França, Rosanna Schiaffino d'Itàlia, Romy Schneider i Senta Berger d'Àustria i Elke Sommer d'Alemanya Occidental.

## Argument
La història s'explica en una sèrie de vinyetes breus, cadascuna amb un principi i un final en si mateixa, encara que totes estan connectades amb les altres.
Un esquadró d'infanteria estatunidenc és enviat a Itàlia, inclòs el sergent Craig, els caporals Trower i Chase i el soldat Baker. L'esquadra pren possessió d'un petit poble de Sicília. Craig ha d'evitar que els seus homes saquegin. Baker estableix una relació amb Maria, una mare jove el marit soldat de la qual ha desaparegut. Parlen amb un soldat sikh que es troba sol i troba a faltar els seus fills. Un grup de soldats americans blancs troba dos soldats afroamericans a un bar i els colpegen fins que arriba la policia militar; un espectador italià pregunta per què els estatunidencs s'ataquen mútuament i no respon.
L'equip s'envia a França. Craig passa la nit amb una francesa que està aterrida pels bombardejos.
Els homes ajuden a alliberar un camp de concentració. A Ostende, Trower coneix la Regine, una violinista, i s'enamora d'ella. Tanmateix, quan la veu més tard, està treballant per a un proxeneta, Eldridge, que li diu a Trower que la lloga per hores.
Un camió carregat de soldats és escollit d'un comboi per proveir testimonis de l'execució per escamot d'afusellament d'un desertor (inspirat en l'execució real de 1945 del soldat Eddie Slovik) en un gran, en cas contrari buit, camp cobert de neu a prop d'un castell de Sainte-Marie-aux-Mines la nit de Nadal, acompanyat per Frank Sinatra cantant "Have Yourself a Merry Little Christmas", i després un cor de "Hark! The Herald Angels Sing" després de disparar els trets fatals. La ressenya de la pel·lícula de  The New York Times  va afirmar que "destaca en un contrast marcat i crític amb els altres incidents més cridaners de la pel·lícula". (Aquest va ser un exemple de "Soundtrack Dissonance", la juxtaposició de música edulcurada amb una escena espantosa, i va ser emulat l'any següent per Stanley Kubrick a Dr. Strangelove, que també es va rodar en blanc i negre.)
Chase té una relació amb la Magda, que li suggereix que deserti i s'uneixi a ella al mercat negre. Es nega quan s'assabenta que la seva unitat marxa fora de la ciutat sota la pluja. Alguns dels seus amics tenen l'equip sota els seus ponxos de pluja i ell es llisca en formació. De tornada al davant està ferit a la cama.
Un nouvingut al grup, un inadaptat anomenat Weaver, adopta un gos tot i que un altre home de la unitat li diu que això va en contra de la normativa ("Estan bruts i embruten") i que no poden portar gossos amb ells quan es redistribueixin. Weaver continua alimentant el gos de totes maneres, fins i tot després que els altres homes l'expulsin a ell i al seu gos fora de la tenda. Quan la unitat es retira, un dels altres homes de la unitat, Grogan, li diu a Weaver que cridi al seu gos. Weaver creu que els altres homes han canviat d'opinió i deixen que porti el seu gos amb ells, però Grover li dispara mentre corre darrere del camió.
Quan Chase surt de l'hospital a Anglaterra, està atrapat a una parada d'autobús sota la pluja. Un home, Dennis, el convida a prendre un te amb la seva família. Passa una estona agradable, però quan visita Craig a l'hospital, ell descobreix que a Craig se li ha volat la major part de la cara.
S'acaba la guerra a Europa. El 1946 Trower encara és a l'exèrcit i estacionat a Berlín. Està enamorat d'Helga, una jove alemanya que va ser violada pels russos durant i després de la batalla de Berlín. Trower li porta mercaderies importades als seus pares del PX (Bolsa de Correus Militar) quan visita el seu apartament i té sexe amb l'Helga al seu dormitori. La germana de l'Helga ha estat dormint amb russos; el seu actual amant, un oficial rus, li ha regalat un caríssim abric de pell que fa gala davant de l'Helga, els seus pares i Trower. Trower torna a la seva base quan coneix un soldat rus borratxo. Pensa en russos violant Helga i provoca una baralla amb el rus. Els dos homes estiren els ganivets i es maten a punyalades. A mesura que la càmera es retira per mostrar ruïnes aparentment interminables, veiem que la posició dels cossos dels aliats suggereix la lletra "V" de Victòria.

## Repartimentt
- Vincent Edwards - Baker
- Albert Finney - Russian soldier
- George Hamilton - Trower
- Melina Merkuri - Magda
- Jeanne Moreau - francesa
- George Peppard - Chase
- Maurice Ronet – tinent francès
- Rosanna Schiaffino - Maria
- Romy Schneider - Regine
- Elke Sommer - Helga Metzger
- Eli Wallach - Craig
- i Michael Callan - Eldridge

Coprotagonistes
- Peter Fonda - Weaver
- Jim Mitchum - Grogan
- Senta Berger - Trudi Metzger

Amb
- Albert Lieven - Metzger
- Mervyn Johns - Dennis
- Tutte Lemkow – Soldat sikh s
- John Crawford - Capità
- Peter Vaughan - Policia
- George Mikell – Sentinella rus
- Alf Kjellin - Sacerdot
- Russ Titus
- Alan Barnes - Tom
- John Rogers – Soldat britànic
- Marianne Deeming - Frau Metzger
- Sean Kelly – Sergent Giggling
- Patrick Jordan – Sergent del tanc
- James Chase – Soldat condemnat
- Mickey Knox
- Peter Arne
- Malya Nappi - tavernera
- Veite Bethke
- Milo Sperber – Presoner del camp
- George Roubicek – Sentinella rus
- Bee Duffell - Joan (sense acreditat)

Esquadró d’afusellament
- Riggs O'Hara
- Charles De Temple
- Al Waxman
- Tom Busby
- Robert Nichols
- Graydon Gould
- Larry Caringi
- Ian Hughes
- Anthony McBride

## Cançons als crèdits del comepçament
- "March of the Victors" • "Sweet Talk" • "No Other Man" by Sol Kaplan • Freddy Douglass
- "My Special Dream" fr Sol Kaplan • Freddy Douglass • Howard Greenfield
- "Does Goodnight Mean Goodby?" fr Howard Greenfield • Jack Keller • Gerry Goffin

## Novel·la original
La pel·lícula es va basar en el llibre The Human Kind, que es va publicar el 1953. Va ser la tercera d'una trilogia d'obres autobiogràfiques de guerra d'Alexander Baron, les dues primeres eren  From the City, From the Plough i There's No Home.  The Human Kind  va ser una sèrie de notes autobiogràfiques i esbossos que van cobrir la guerra de 1939 a 1945, amb un epíleg a Corea. The Independent la va anomenar "una ambiciosa col·lecció de vinyetes entre la ficció i l'autobiografia, el relat breu i la novel·la, que va fer un balanç implacable del que la guerra havia fet a les persones i al seu sentit de la bondat o l'esperança, especialment l'esperança política."

## Producció

### Desenvolupament
Els drets de pel·lícula van ser comprats per Carl Foreman. El maig de 1957, va anunciar una llista de produccions que volia produir amb un acord amb Columbia a Anglaterra, inclosa una adaptació de The Human Kind. L'acord era per a quatre pel·lícules durant tres anys, amb un pressupost d'entre 8 i 10 milions de dòlars. Va anomenar  Human Kind  una "sèrie de vinyetes dels primers dies del blitz a Anglaterra."
El 1960, Foreman va anunciar que The Human Kind seguiria la seva producció de The Guns of Navarone. La intenció de Foreman era "seleccionar diverses de les històries, adaptar-les a la pantalla i fer un drama global a partir de la col·lecció calidoscòpica". Foreman també va dir que tenia la intenció de debutar com a director amb la pel·lícula.
L'agost de 1961, Foreman va dir que el projecte s'anomenaria "The Victors" ja que considerava que el tema del llibre era que a la guerra els guanyadors també són els perdedors. El febrer de 1962, Foreman va arribar a Los Angeles per fer el càsting de la pel·lícula.
"Serà controvertit i pot sorprendre a la gent, va dir Foreman l'agost de 1962, just quan va començar el rodatge." Però representa un sentiment profundament personal que tinc sobre la guerra i específicament l'heroisme. La gent és molt capaç d'aconseguir heroïcitat quan cal, però ja no és un joc. El que em molesta és la necessitat d'heroisme a la guerra."
Sophia Loren i Simone Signoret van ser seleccionades originalment, però van abandonar i van ser reemplaçades per Jeanne Moreau i Rosanna Schiaffino.

### Rodatge
La filmació va començar el 7 d'agost de 1962, primer a Anglaterra, després a Itàlia i França, i després la unitat va tornar a Anglaterra. El rodatge va tenir lloc a Suècia, França, Itàlia i Anglaterra.
Mercouri va admetre a les seves memòries que "vaig fer passar una mala estona a Carl Foreman" durant el rodatge, però va dir que això era perquè estava malament físicament.
Saul Bass va crear el muntatge inicial i la seqüència del títol que cobreix la història europea des de la Primera Guerra Mundial fins a la batalla d'Anglaterra a la Segona Guerra Mundial. L'edició de les imatges històriques de Bass a "The Victors" argumenta explícitament que els fracassos de la Primera Guerra Mundial i les seves conseqüències van donar lloc directament a l'auge del feixisme i la Segona Guerra Mundial. Bass havia reunit anteriorment gran part del material dels noticiaris per a muntatges històrics similars utilitzats a The Four Horsemen of the Apocalypse (1962).

## Estrena

### Censura
The Victors es va reduir uns 20 minuts a les poques setmanes de l'obertura. La versió en circulació és de 154 minuts (vegeu Leonard Maltin's Film & Video Guide).
Entre les seqüències retallades n'hi havia una en què un nen d'11 anys, Jean Pierre, proposa als soldats estatunidencs que intercanviessin sexe per diners per menjar. El Codi de producció de Hollywood, també conegut com el codi Hays, va insistir que s'eliminessin diverses escenes. Tot i que el Codi s'havia liberalitzat gradualment entre els anys 50 i principis dels 60, l'homosexualitat encara era una cosa que només es podia implicar, vagament, per obtenir l'aprovació del Codi de producció de Hollywood i la Legió Catòlica de Decència.
Els executius del cinema estatunidencs van animar a Foreman a incloure una escena de nu amb Elke Sommer, ja en la versió llançada a Europa i Gran Bretanya, quan la va presentar per a un segell del codi de producció. Això s'havia d'utilitzar com a moneda de canvi en cas d'altres objeccions. Foreman va presentar la versió més modesta de l'escena que s'havia rodat per al mercat americà i la pel·lícula es va aprovar sense incidents.

### Taquilla
La pel·lícula va decebre a taquilla.  George Hamilton va argumentar que "era massa fosc, presagiant les grans pel·lícules paranoiques de finals dels anys seixanta, per davant dels mals temps que semblaven començar amb l'assassinat de Kennedy".

## Premis
Peter Fonda va ser nominat per a un Globus d'Or com el nouvingut més prometedor.